# Våler (Hedmark)
Våler es un municipio de la provincia de Hedmark, Noruega. Es parte de la región tradicional de Solør y su centro administrativo es el pueblo de Våler.
Este municipio contaba con 3906 habitantes en 2008. Våler tiene una superficie de 705 km².

## Información general

### Nombre
Al igual que muchos topónimos noruegos, el término Våler está muy ligado al entorno natural de la zona. El municipio (originalmente la parroquia) es el nombre de la antigua granja Våler (nórdico antiguo: Valir), ya que la primera iglesia fue construida en ese lugar. El nombre es la forma plural de la Vall, que significa «claro en el bosque».

### Escudo de armas
El escudo de armas-es de los tiempos modernos. Se les concedió el 7 de agosto de 1987. Los brazos muestran una flecha alada de color dorado hacia abajo sobre un fondo rojo. Los brazos se basan en la leyenda que en 1022, el rey Olaf II de Noruega (San Olaf) disparó una flecha y donde la flecha golpeó el suelo, construyó la iglesia.

## Geografía
El municipio limita al norte con Elverum, en el este de Trysil y Suecia, en el sur por Åsnes, y en el oeste por Stange.
El municipio se encuentra en el extremo norte de Solør, y se refiere a menudo como Våler en Solør. Solør es el área geográfica que se encuentra entre las ciudades Elverum y Kongsvinger. En la parte este de Solør, en la zona fronteriza con Suecia se encuentra la zona conocida como Finnskogen.
La agricultura y silvicultura son las principales industrias en Våler. Con cerca de 90 % de la superficie total cubierta de bosques, Våler se encuentra entre los municipios forestales más grandes de Noruega. La mayor parte de las zonas agrícolas se encuentran cerca del río Glomma. La Línea Solør atraviesa el municipio en la orilla oriental del río.
En términos generales, la densidad demográfica del municipio es sumamente baja, con apenas alrededor de 5 hab/km². Våler se caracteriza por sus extensos bosques y zonas agrícolas.

## Clima
Våler tiene un clima continental interior con relativamente escasas precipitaciones, inviernos fríos, veranos tibios y con diferencias considerables entre las temperaturas diurnas y nocturnas en verano. 
Las temperaturas en invierno normalmente alcanzan los -10 °C con fuertes nevadas, mientras los veranos son frescos y ventosos, con valores que raras veces superan los 15 °C.